# 용진초등학교
용진초등학교는 대한민국 전북특별자치도 완주군 용진읍 상삼리에 있는 공립 초등학교이다.

## 학교 연혁
- 1929년 6월 14일 용진공립보통학교 인가 개교
- 1938년 4월 1일 용진공립심상소학교로 개칭
- 1941년 4월 1일 용진공립국민학교로 개칭
- 1981년 3월 1일 병설유치원 개원
- 1989년 9월 23일 개교 60주년 기념행사
- 1996년 3월 1일 용진초등학교로 개명
- 2018년 3월 1일 제34대 박선화 교장 부임
- 2020년 2월 6일 제88회 14명 졸업(졸업생 총 6,058명)

## 학교 상징
- 우리 학교 꽃 - 장미 : 내 고장을 아끼고 항상 기쁨을 전하는 토박이 정신을 상징
- 우리 학교 나무 - 소나무 : 우람하고 굳센 기를 본받아 씩씩하게 자라는 용진 어린이의 기백을 상징.
- 우리 학교 새 - 독수리 : 창공을 향해 비상하는 독수리처럼, 웅지의 날개를 펴고, 세계 역사의 주인공이 되기를 바람.

## 참고 자료
- 용진초등학교 - 한국교육학술정보원 학교알리미